# Biró Borbála
Biró Borbála (Debrecen, 1957. február 13. –) magyar biológus, ökológus, mikrobiológus, egyetemi tanár. Az MTA doktora (2008); a biológiai tudományok kandidátusa (1989), a biológiai tudományok doktora (1997).

## Életpályája
Szülei: Biró János agrármérnök és Jónás Borbála voltak. 1964–1972 között a Nyírkarászi Általános Iskola, 1972–1975 között a kisvárdai Bessenyei György Gimnázium és Szakközépiskola tanulója volt. 1975–1980 között a Kossuth Lajos Tudományegyetem Természettudományi Karának biológus szakos hallgatója volt, ahol okleveles biológus lett. 1980–1982 között Kisvárdán a Vetőmag Vállalat Kutató Intézet tudományos segédmunkatársa, 1982–2013 között a Magyar Tudományos Akadémia Talajtani és Agrokémiai Kutató Intézetének tudományos segédmunkatársa, munkatársa, főmunkatársa, majd tudományos tanácsadója (2007-) volt. 1983-ban doktori fokozatot szerzett. 1983–2009 között a Magyar Agrártudományi Egyesület Talajbiológiai Szakosztályának tagja, 2010-ben elnöke volt. 1984–1988 között az MTA TMB tudományos továbbképzési ösztöndijasa, 1989–2013 között az MTA TAKI tudományos főmunkatársa, kutatórészleg-vezetője és tudományos tanácsadója volt. Az 1990-es években több tanulmányúton vett részt: 1991: Kuba; 1992: Belgium. 1991-től az MTA Szabolcs-Szatmár-Bereg Megyei Tudományos Testületének vezetőségi tagja. 2000–2013 között a Dunaújvárosi Egyetem Műszaki Intézet, Természettudományi és Ökológiai Tanszékének főiskolai tanára volt. 2003-ban habitált. 2012–13-ban a Veronai Egyetem meghívott előadójaként dolgozott. 2013–2016 között a Budapesti Corvinus Egyetem Kertészettudományi Karának, majd 2016-tól a Szent István Egyetem Kertészettudományi Karának Talajtan és Vízgazdálkodás Tanszékének egyetemi tanára. 2020-tól a Szent István Egyetem, MKK, Környezettudományi Intézet, Agrárkörnyezettani Tanszék professzora.

## Kutatási területei
- talaj- és környezetvédelmi mikrobiológia
- hasznos mikroorganizmusok talajbiológiai alkalmazásai
- fenntartható mezőgazdaság
- környezeti károk elhárítása
- ökotoxikológia
- talaj-és vízminőség
- biotermesztés
- biotrágyák
- kertészet
- talajtermékenység
- talajdiagnosztika
- talajélettan

## Művei
- Homokpusztagyepek mikroszimbionta gyökérkapcsolattal rendelkező növényei és a szárazságtűrésben betöltött szerepük. In: Ökológia az ezredfordulón (MTA, Budapest, 2001)
- A növény-talaj-mikroba kölcsönhatások szerepe az elemfelvétel alakulásában. In: Mikroelemek a táplálékláncban (Nyíregyháza, 2003)
- Talajmikrobiológia. In: Talajaink a XXI. században (Budapest, 2005)
- A környezeti állapot megőrzésének, indikálásának és helyreállításának mikrobiológiai eszközei a növény-talaj rendszerben – Rhizobiológia, Rhizoökológia, Rhizotechnológia (MTA doktori értekezés, Budapest, 2006)

További publikációit lásd 
- Dr Biró Borbála. Szent István Egyetem Kertészettudományi Kar. [2022. január 21-i dátummal az eredetiből archiválva].
- Magyar Tudományos Művek Tára (MTMT)

## Díjai
- XIV. Országos Tudodmányos Diákköri Konferencia I. díj (1976)
- MOTESZ MMT – „LEGJOBB IFJÚSÁGI ELŐADÓ” (1979)
- XV. OTDK – KLTE DÉKÁNI JUTALOM (Debrecen, 1980)
- „Kiváló Dolgozó” – Vállalatok szocialista brigádjainak versenymozgalma (Kisvárda, 1982)
- MTA TMB kiváló aspiráns (1987)
- „ROYAL SOCIETY ÖSZTÖNDÍJ”, 1 évi posztdoct kutatási lehetőség (Anglia, 1996)
- Gróf Lónyay Menyhért plakett (2006)
- Nyírkarász díszpolgára (2015)